# Manou Lubowski
Manou Lubowski (ur. 6 listopada 1969 w Monachium) – niemiecki aktor.

## Kariera
Jako dziecko Lubowski grał w różnych niemieckojęzycznych słuchowiskach radiowych, w tym jako 11–latek przyjął rolę Williego „Klößchena” Sauerlicha w słuchowisku dla dzieci i młodzieży Sprawa dla TKKG (Ein Fall für TKKG, 1981). W czesko–niemieckim filmie familijnym fantasy Václava Vorlíčka Żar-ptak (Pták Ohnivák, 1997) z Horstem Buchholzem zagrał księcia Afrona. Jako aktor głosowy, występił w wielu niemieckojęzycznych wersjach filmów dubbingowych.

## Filmografia

### Filmy
- 1995: Po moim trupie (Nur über meine Leiche) jako pracownik
- 2000: Dracula 2000
- 2001: Wenus i Mars (Venus and Mars) jako Andre
- 2002: Wideo z Jezusem (Das Jesus Video, TV) jako Yehoshua
- 2010: Jerry Cotton jako Steve Dillaggio
- 2010: Nienasycone (Wir sind die Nacht) jako gość restauracji
- 2012: Opiekun (Schutzengel) jako policjant
- 2012: Der Bergdoktor – Virus (TV) jako Thomas Schira
- 2012: Hansi i Hubsi (Hansi und Hubsi, TV) jako Marco Klein
- 2013: Buddy jako menedżer operacyjny

### Seriale
- 1993: Derrick jako Anton Robel
- 1995: Zakazana miłość (Verbotene Liebe) jako Gero von Sterneck
- 1996: Derrick jako przyjaciel Ullricha Bonte’a
- 2000: Tatort: Einmal täglich jako Peter Burkhardt
- 2002: Sprawa dla dwóch (Ein Fall für zwei) jako Gert Schrewe
- 2006: Opowieści Szeherezady (Die ProSieben Märchenstunde) – odc. „Krasnoludzki Nos - 4 pięści za magiczne zioło” („Zwerg Nase - 4 Fäuste für ein Zauberkraut”) jako Jakob
- 2008: Wydział kryminalny Kitzbühel (SOKO Kitzbühel) jako Markus Etz
- 2008: Die Rosenheim-Cops jako Janosch Landler
- 2012: Ostatni gliniarz (Der Letzte Bulle) jako Holger Hackermann
- 2014: Die Rosenheim-Cops jako Ulrich Reiter
- 2015: Rejs ku szczęściu: Miesiąc miodowy w Czarnogórze (Kreuzfahrt ins Glück: Hochzeitsreise nach Montenegro) jako Magnus Wohlers
- 2015: Diagnoza Betty (Bettys Diagnose) jako Thomas Wäller
- 2017: Die Rosenheim-Cops jako Gerald Trettinger
- 2018: Górscy ratownicy (Die Bergwacht) jako prof. Georg Scharnitz
- 2019: Pastewka jako dr Simon Schätzlein
- 2019: Krąg miłości (Familie Dr. Kleist) jako Gero Jäger
- 2019: Rejs ku szczęściu: Miesiąc miodowy w Normandii (Kreuzfahrt ins Glück: Hochzeitsreise in die Normandie) jako Alexandre Wenger
- 2020: Die Rosenheim-Cops jako Maximilian Schober
- 2021: Kancelaria Bergerów (Kanzlei Berger) jako Waldo Hartmann

### Dubbing
- 1983–85: Niedźwiadek Tao Tao (Taotao ehonkan sekai doubutsu-banashi) jako Tao Tao (wersja niemieckojęzyczna)
- 1975–76: Przygody Sindbada żeglarza (Arabian naitsu: Shinbaddo no bôken) jako Hassan (wersja niemieckojęzyczna)
- 2017: Czarny punkt (Zone blanche) jako Bertrand Steiner (wersja niemieckojęzyczna)